# هانس غريم
هانس غريم (بالألمانية: Hans Grimm)‏ هو كاتب وصحفي الرأي وسياسي ألماني، ولد في 22 مارس 1875 في فيسبادن في ألمانيا، وتوفي في 27 سبتمبر 1959 في ألمانيا. حزبياً، نشط في حزب الرايخ الألماني.

## روابط خارجية
- هانس غريم على موقع الموسوعة البريطانية (الإنجليزية)
- هانس غريم على موقع مونزينجر (الألمانية)